# Brausch Niemann
Ambraüsus „Brausch“ Niemann (* 7. Januar 1939 in Durban) ist ein ehemaliger südafrikanischer Autorennfahrer.

## Karriere
Brausch Niemann bestritt seine ersten Rennen auf einem Lotus Seven in seiner Heimat Südafrika. Bis Mitte der 1960er-Jahre blieb der kleine Lotus sein wichtigstes Sportfahrzeug. 1963 fuhr er seinen einzigen Automobil-Weltmeisterschafts-Grand-Prix. Beim Großen Preis von Südafrika ging er mit einem Lotus 22 an den Start, mit dem er bis 1965 Rennen fuhr. Beim Grand Prix erreichte er den 14. Platz. 1965 wagte er eine erneute Teilnahme, verpasste jedoch die Qualifikation.
Nach einigen Jahren im Tourenwagensport, wo ein Ford Cortina Lotus sein Einsatzfahrzeug war, stieg er Anfang der 1970er-Jahre auf Motorräder um und wurde 1979 südafrikanischer Motocross-Meister.

## Statistik

### Statistik in der Automobil-Weltmeisterschaft
Diese Statistik umfasst alle Teilnahmen des Fahrers an der Automobil-Weltmeisterschaft, die heutzutage als Formel-1-Weltmeisterschaft bezeichnet wird.

#### Gesamtübersicht
| Saison | Team        | Chassis  | Motor       | Rennen | Siege | Zweiter | Dritter | Poles | schn. Rennrunden | Punkte | WM-Pos. |
| ------ | ----------- | -------- | ----------- | ------ | ----- | ------- | ------- | ----- | ---------------- | ------ | ------- |
| 1963   | Ted Lanfear | Lotus 22 | Ford 1.5 L4 | 1      | −     | −       | −       | −     | −                | −      | −       |
| Gesamt | Gesamt      | Gesamt   | Gesamt      | 1      | −     | −       | −       | −     | −                | −      |         |

#### Einzelergebnisse
| Saison | 1 | 2 | 3 | 4 | 5 | 6 | 7 | 8 | 9  | 10 |
| ------ | - | - | - | - | - | - | - | - | -- | -- |
| 1963   |   |   |   |   |   |   |   |   |    |    |
|        |   |   |   |   |   |   |   |   | 14 |    |
| 1965   |   |   |   |   |   |   |   |   |    |    |
| DNQ    |   |   |   |   |   |   |   |   |    |    |

| Legende  | Legende            | Legende                                                          |
| Farbe    | Abkürzung          | Bedeutung                                                        |
| -------- | ------------------ | ---------------------------------------------------------------- |
| Gold     | –                  | Sieg                                                             |
| Silber   | –                  | 2. Platz                                                         |
| Bronze   | –                  | 3. Platz                                                         |
| Grün     | –                  | Platzierung in den Punkten                                       |
| Blau     | –                  | Klassifiziert außerhalb der Punkteränge                          |
| Violett  | DNF                | Rennen nicht beendet (did not finish)                            |
| Violett  | NC                 | nicht klassifiziert (not classified)                             |
| Rot      | DNQ                | nicht qualifiziert (did not qualify)                             |
| Rot      | DNPQ               | in Vorqualifikation gescheitert (did not pre-qualify)            |
| Schwarz  | DSQ                | disqualifiziert (disqualified)                                   |
| Weiß     | DNS                | nicht am Start (did not start)                                   |
| Weiß     | WD                 | zurückgezogen (withdrawn)                                        |
| Hellblau | PO                 | nur am Training teilgenommen (practiced only)                    |
| Hellblau | TD                 | Freitags-Testfahrer (test driver)                                |
| ohne     | DNP                | nicht am Training teilgenommen (did not practice)                |
| ohne     | INJ                | verletzt oder krank (injured)                                    |
| ohne     | EX                 | ausgeschlossen (excluded)                                        |
| ohne     | DNA                | nicht erschienen (did not arrive)                                |
| ohne     | C                  | Rennen abgesagt (cancelled)                                      |
| ohne     | keine WM-Teilnahme |                                                                  |
| sonstige | P/fett             | Pole-Position                                                    |
| sonstige | 1/2/3/4/5/6/7/8    | Punktplatzierung im Sprint-/Qualifikationsrennen                 |
| sonstige | SR/kursiv          | Schnellste Rennrunde                                             |
| sonstige | *                  | nicht im Ziel, aufgrund der zurückgelegten Distanz aber gewertet |
| sonstige | ()                 | Streichresultate                                                 |
| sonstige | unterstrichen      | Führender in der Gesamtwertung                                   |